# Victor Driessens

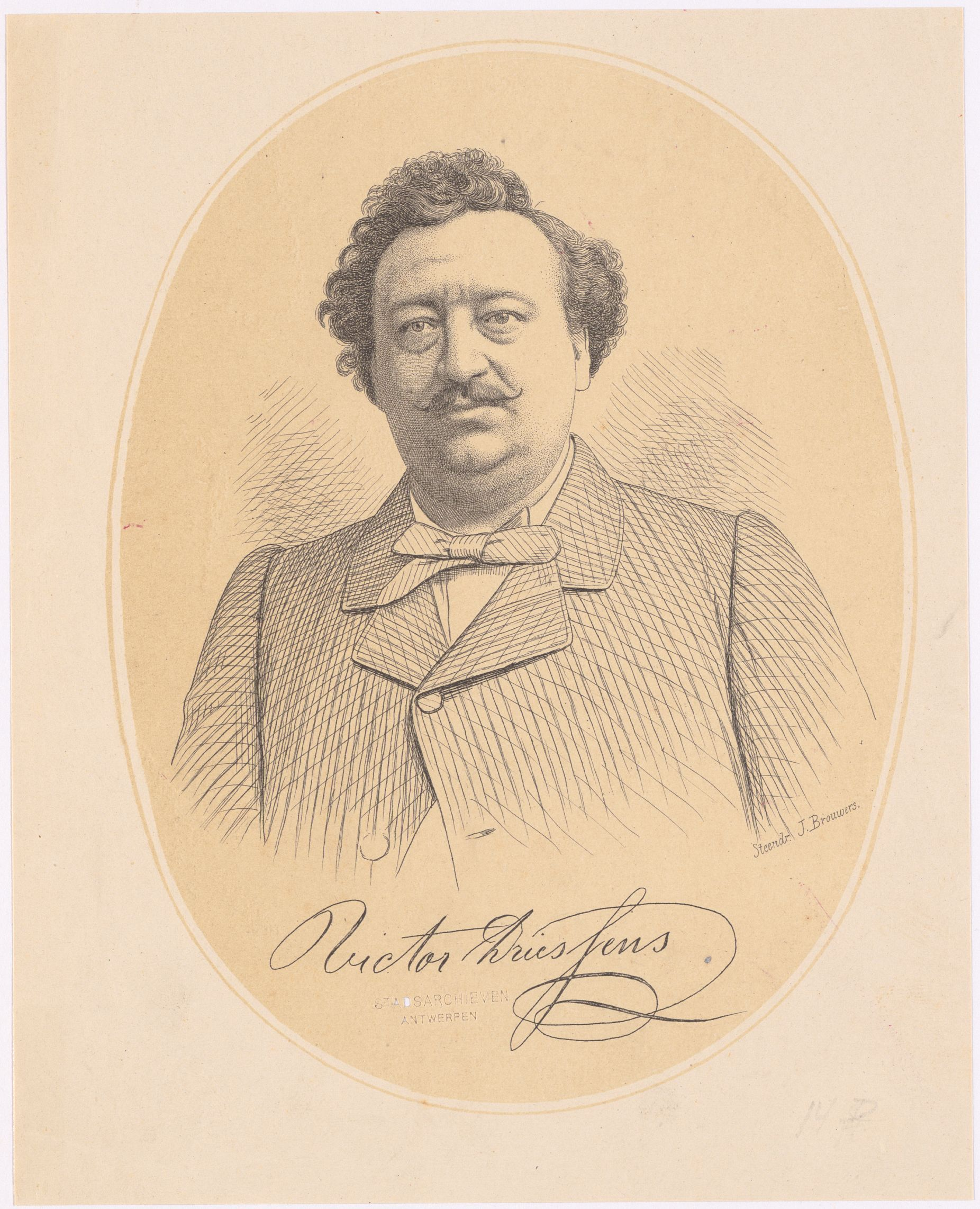

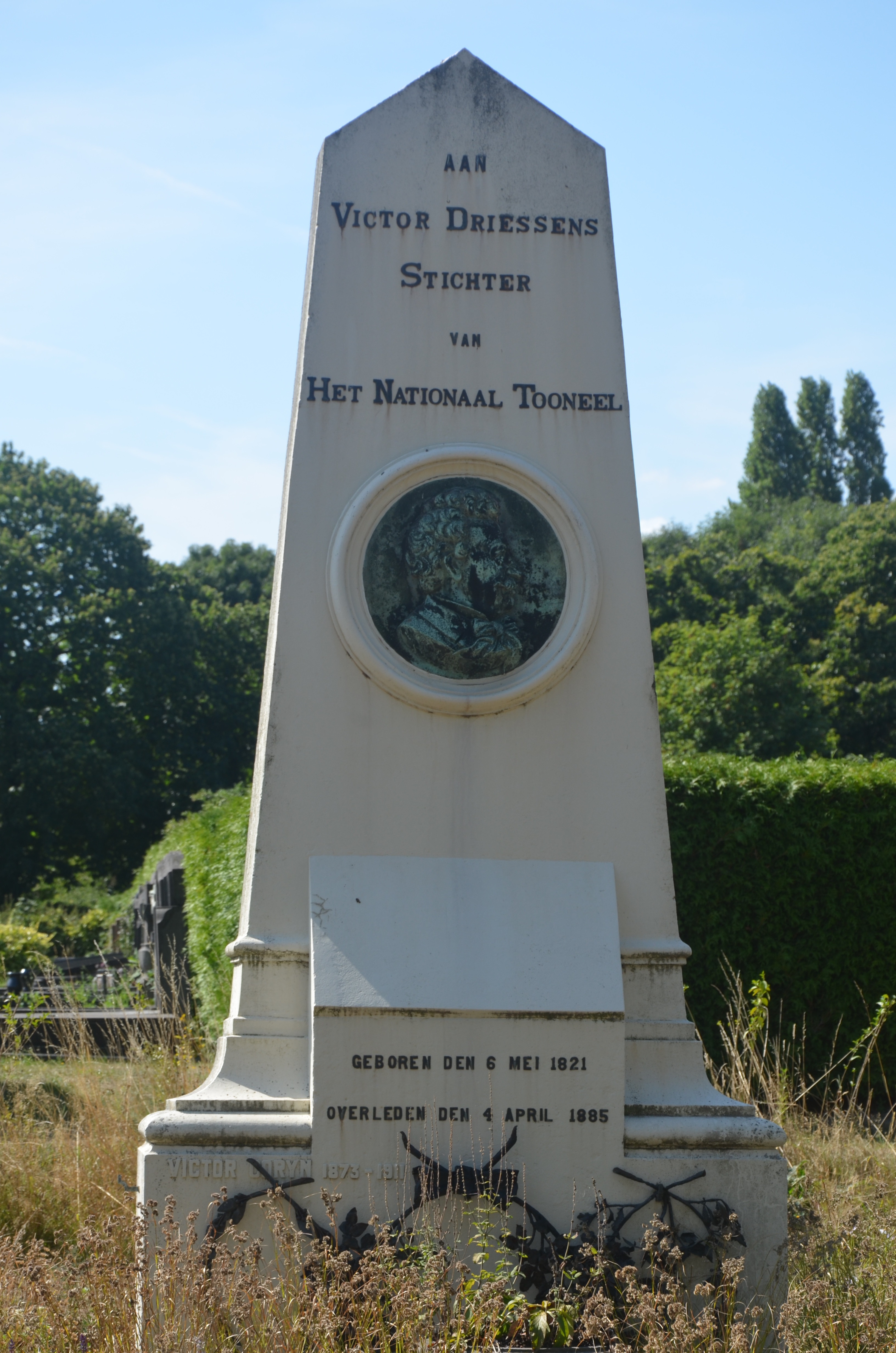
Graftombe Victor Driessens, toneelspeler en stichter Nationaal Toneel

Joannes Baptista Victor Driessens (Rijsel, 6 mei 1820 – Antwerpen, 4 april 1885), bijgenaamd den Brij, was een Vlaams toneelspeler, regisseur, directeur van de Stadsschouwburg Amsterdam en directeur van het Nationael Toneel, de latere KNS Antwerpen. Hij bracht Antwerpse liefhebbersverenigingen samen om het eerste Vlaamse beroepstheater het Nationael Tooneel te vormen. Daarmee gaf hij de start van de professionele uitbouw van een Vlaams Nederlandstalig theater.

## Biografie
Victor Driessens werd geboren in Frankrijk uit Antwerpse ouders, als zoon van Joannes Driessens en Joanna Liekens. Het gezin vertrok vanuit Rijsel naar de oude Antwerpse binnenstad nabij de Poesje. Hier maakte de jonge Vic geleidelijk kennis met de theaterwereld.  
In zijn adolescentie trok hij als kapper een tijd rond met een circus. In die periode legde hij de basis voor de stiel van acrobaat, goochelaar en regisseur. In 1840 sloot Driessens zich aan bij de schuttersvereniging De Kleine Kruisboog die actief was in de kunstenaarskroeg De Zagema in de Antwerpse Sint-Andrieswijk. Hij stichtte er met zijn gildebroeders een toneelgezelschap. Hij debuteerde als acteur op kerstmis 1840 en speelde gelijk twee rollen. 
Tijdens zijn legerdienst kon hij het toneelspelen niet laten en speelde hij in een eigen gevormd toneelgroepje. Hij bekwaamde zich verder door in Parijs de acteur Frederik Lemaitre van voorstelling tot voorstelling te volgen. Na zijn militaire dienst in 1842 sloot hij aan bij het Antwerpse gezelschap De Hoop. In 1850 richtte Driessens De Dageraed op, een toneelvereniging met jonge leden die zich toelegde op het naspelen van populaire Franse volksdrama's. 
In de jaren zestig van de 19e eeuw sloot hij zich aan bij het Zuid-Hollandsch Toneel in Den Haag; maar vertrok weer naar Antwerpen. In 1870 werd hij samen met Louis Bouwmeester directeur van de Salon des Variétés aan de Amsterdam, alwaar hij eerder op de planken had gestaan. Het gezin ging wonen aan Nes. In voorjaar 1873 werd hij ondanks protest (te veel Vlaamse invloeden) samen met anderen directeur/pachter van de Stadsschouwburg Amsterdam. Hij kreeg het pachtrecht voor een periode van drie ingaande 1 september 1873. Het theater was echter niet op tijd klaar en er kwam een rechtbank aan te pas om het contract te verbreken. Destijds gingen de wildste verhalen rond, dat hij bijvoorbeeld de steun van koning Willem III en de stad Amsterdam verloor omdat hij zich in het Frans ging uiten. Hij vertrok uit Amsterdam en keerde terug naar Antwerpen om er tot 1881/1882 directeur te zijn van het Nationael Toneel te Antwerpen.   En passant richtte hij nog wel in 1880 een theater op in Maastricht.
Driessens overleed op 4 april 1885 te Antwerpen, nadat hij op 1 april door een beroerte was getroffen tijdens het derde bedrijf van Een beroemd proces. Hij werd begraven op de Vlaamse Hoek van het Kielkerkhof onder een monument van Godefroid Leurs. In 1936 werd zijn graf overgebracht naar het Schoonselhof.

## Postuum
Al snel rees het idee een standbeeld voor Victor Driessens te laten maken. Daartoe vond onder meer een benefietconcert plaats in het Paleis voor Volksvlijt. In 1887 kwam het bericht dat een jury uit drie ontwerpen dat van Frans Joris (gesigneerd op het voetstuk) koos. Joris creëerde een beeldhouwwerk van Driessens in zijn typische lange astrakan jas en met hoge hoed. Het gedenkteken werd in april 1888 onthuld in de pauze van een heruitvoering van Een beroemd proces. Via meerdere locaties in diverse Antwerpse toneelhuizen kwam het beeld uiteindelijk op de Graanmarkt te staan.

## Elise Driessens
Driessens trouwde in 1863 met de Haagse bediende Joanna (Johanna) Kops, die al een dochter had. Die dochter Elisabeth Catharina Kops (Den Haag, 7 maart 1849 – Antwerpen, januari 1932) werd gewettigd door middel van dat huwelijk. Ze werd een redelijk bekend toneelspeelster onder haar verkorte naam Elise in Amsterdam en Antwerpen.  Ze was rond 1871 getrouwd met de Vlaamse toneelspeler Désiré Corijn (Elise Corijn-Driessens), die al in 1875 overleed. In 1880 hertrouwde ze met opnieuw een toneelspeler: Henri Verstraete (Emilius Hendricus Eduardus; zij werd Elise Verstraete-Driessens). Diens moeder actrice Julia Laquet, ook moeder van Theodoor Verstraete, speelde onder Victor Driessens. Ze overleed volgens Het Laatste Nieuws van 15 januari 1932 (blz 7) in het Vincentiusgasthuis te Antwerpen.